# Petru Marta
Petru Marta (ros. Пётр Иокимович Марта, Piotr Iokimowicz Marta; ur. 21 września 1952, zm. 21 lipca 2023) – radziecki zapaśnik startujący w stylu wolnym.
Brązowy medalista mistrzostw świata w 1978. Mistrz Europy w 1977 i 1978. Drugi w Pucharze Świata w 1980 roku.
Mistrz ZSRR w 1975 i 1978; trzeci w 1976 roku.